# INITIME MUSIC
『INITIME MUSIC』（イニタイム ミュージック）は、日本テレビ系列（関東ローカル）で放送されている音楽番組。INIの冠番組。毎週月曜日 24時59分より放送。

## 概要
歌・ダンス・ラップそれぞれに強みを持つINIのメンバーたちが様々なアーティストをゲストに迎え、トークの他、楽曲カバーやコラボに挑戦する音楽番組。
2024年11月11日（月）より、全16回で放送を開始。地上波での放送後には、Hulu・TVer・日テレTADA・Leminoにて見逃し配信もされる。 

## 主なコンテンツ

### コラボステージ
ゲストアーティストと共に楽曲を披露。ゲストの楽曲だけでなく、INIの楽曲コラボレーションも行われる。

### CHILL TIME 名曲カバー
放送回ごとメンバー数人が入れ替わり、お気に入りの楽曲をカラオケで歌唱する。

### 配信限定コンテンツ
番組本編の未公開映像のほか、メンバーの素顔が見られる特別企画などを収録したオリジナルコンテンツ『おかわり!INITIME MUSIC』（全6回）をLeminoにて配信。

## 特別企画

### Meta Quest コラボレーションコンテンツ
Meta Questと同番組のコラボレーション企画として、INIのパフォーマンスを8K VR映像として収録した「INITIME VR CONCERT」と、動くMRアクスタ「INITIME BOX」の配信が決定。
- 「INITIME VR CONCERT」では、INI初となる8K VRパフォーマンス映像もINI公式YouTubeにて順次配信（全4曲）。「YouTube VR」アプリより視聴すると、ライブ最前列さながらの臨場感を自宅で味わうことができる[7]。
- 「INITIME BOX」では、VR／MRヘッドセットMeta Questと、専用アプリ「INITIME BOX」を使って、メンバーを部屋に召喚し、アクリルスタンドのように手に取ることもできる[8]。

また、「Meta Quest 3S」の発売を記念し、2024年12月10日（火）〜21日（土）までSHIBUYA TSUTAYAにて期間限定で開催されるポップアップ『渋谷スキランブル』にて、「INITIME VR CONCERT」「INITIME BOX」を体験できる企画も開催。

### INITIME MUSIC LIVE
2025年1月13日の放送にて、3月4日（火）、5日（水）の2日間、Kアリーナ横浜にて『INITIME MUSIC LIVE』の開催を発表。ライブでは番組内のコーナー、CHILL TIME 名曲カバーやアーティストコラボステージなどのコンテンツが実施された。
ライブ二日間の様子は、4月12日、13日にU-NEXTで配信されることも決定した。

#### ゲストアーティスト
- 3月4日（火）：ヤバイTシャツ屋さん、神はサイコロを振らない
- 3月5日（水）：マルシィ、Tani Yuuki

## 放送回

### 地上波放送回
| #  | 放送日         | ゲストアーティスト     | ゲストMC                                           | 備考                                   |
| -- | -------------- | ---------------------- | -------------------------------------------------- | -------------------------------------- |
| 1  | 2024年11月11日 | -                      | 吉村崇（平成ノブシコブシ）                         |                                        |
| 2  | 2024年11月18日 | こっちのけんと         | 盛山晋太郎（見取り図）                             |                                        |
| 3  | 2024年11月25日 | マルシィ               | 新山（さや香）                                     |                                        |
| 4  | 2024年12月2日  | AKB48                  | 吉村崇（平成ノブシコブシ）                         |                                        |
| 5  | 2024年12月9日  | AKB48                  | 吉村崇（平成ノブシコブシ）                         |                                        |
| 6  | 2024年12月16日 | 神はサイコロを振らない | 新山（さや香）                                     |                                        |
| 7  | 2024年12月23日 | -                      | 盛山晋太郎（見取り図）                             | クリスマススペシャル                   |
| 8  | 2025年1月13日  | -                      | -                                                  | 過去回の名場面特集                     |
| 9  | 2025年1月20日  | Aqua Timez             | 新山（さや香）                                     |                                        |
| 10 | 2025年1月27日  | Aqua Timez             | 新山（さや香）                                     |                                        |
| 10 | 2025年1月27日  | HY                     | 吉村崇（平成ノブシコブシ）                         |                                        |
| 11 | 2025年2月3日   | HY                     | 吉村崇（平成ノブシコブシ）                         |                                        |
| 12 | 2025年2月10日  | Tani Yuuki             | 吉村崇（平成ノブシコブシ）                         |                                        |
| 13 | 2025年2月17日  | Tani Yuuki             | 吉村崇（平成ノブシコブシ）                         |                                        |
| 13 | 2025年2月17日  | ヤバイTシャツ屋さん    | 盛山晋太郎（見取り図）                             |                                        |
| 14 | 2025年2月24日  | ヤバイTシャツ屋さん    | 盛山晋太郎（見取り図）                             |                                        |
| 15 | 2025年3月3日   | -                      | 盛山晋太郎（見取り図）、吉村崇（平成ノブシコブシ） | ライブ直前スペシャル                   |
| 16 | 2025年3月10日  | -                      | -                                                  | INITIME MUSIC LIVEスペシャル（最終回） |

### Lemino『おかわり!INITIME MUSIC』配信回
| # | 放送日         | おかわりMC         | 備考                                                |
| - | -------------- | ------------------ | --------------------------------------------------- |
| 1 | 2024年11月28日 | 木村柾哉、松田迅   |                                                     |
| 2 | 2024年12月26日 | 池﨑理人、尾崎匠海 |                                                     |
| 3 | 2025年1月30日  | 佐野雄大、田島将吾 |                                                     |
| 4 | 2025年2月20日  | 後藤威尊、許豊凡   |                                                     |
| 5 | 2025年3月13日  | 髙塚大夢、藤牧京介 |                                                     |
| 6 | 2025年4月4日   | 西洸人             |                                                     |
| 7 | 2025年5月15日  | -                  | 『おかわり！𝙄𝙉𝙄𝙏𝙄𝙈𝙀 𝙈𝙐𝙎𝙄𝘾』総集編・未公開シーン収録 |

## スタッフ
- 作家：古賀文恵
- TM：大越克人
- SW：中村哲也
- CAM：大庭茂嗣
- VE：鈴木昭博
- 照明：千葉雄
- MIX：原秀彰
- PA：佐藤真夕
- 美術プロデューサー：葛西剛太、中村允
- 美術デザイナー：浅田一花
- 大道具：大川啓介
- 小道具：米山幸市
- 編集：岩見貴南（STUDIO 38）
- MA：石田雅一（STUDIO 38）
- 音効：加藤安時（東海サウンド）
- タイトルCG：磯部秀将（Willage）
- 協力：DAM第一興商
- デスク：西端薫
- ディレクター：永田香織、黒木初美、森田幸子、木皿博子、児玉彩、田渕拓実/徳元智也、櫻井絵里香、奥村乃愛、児玉翼、村松寧音
- プロデューサー：貝山京子、丹羽理沙子、梶本眞子、毛利忍/宮崎順平（Willage）、橋本直美（THE WORKS）、藤沼明子（e company）
- 演出：佐藤正樹、藁科啓
- 制作：植野浩之
- 制作協力：Willage、サルベージ
- 製作著作：「INITIME MUSIC」製作委員会